# Xã Laketown, Michigan
Xã Laketown (tiếng Anh: Laketown Township) là một xã thuộc quận Allegan, tiểu bang Michigan, Hoa Kỳ. Năm 2010, dân số của xã này là 5.505 người.